# 리처드 그린블라트

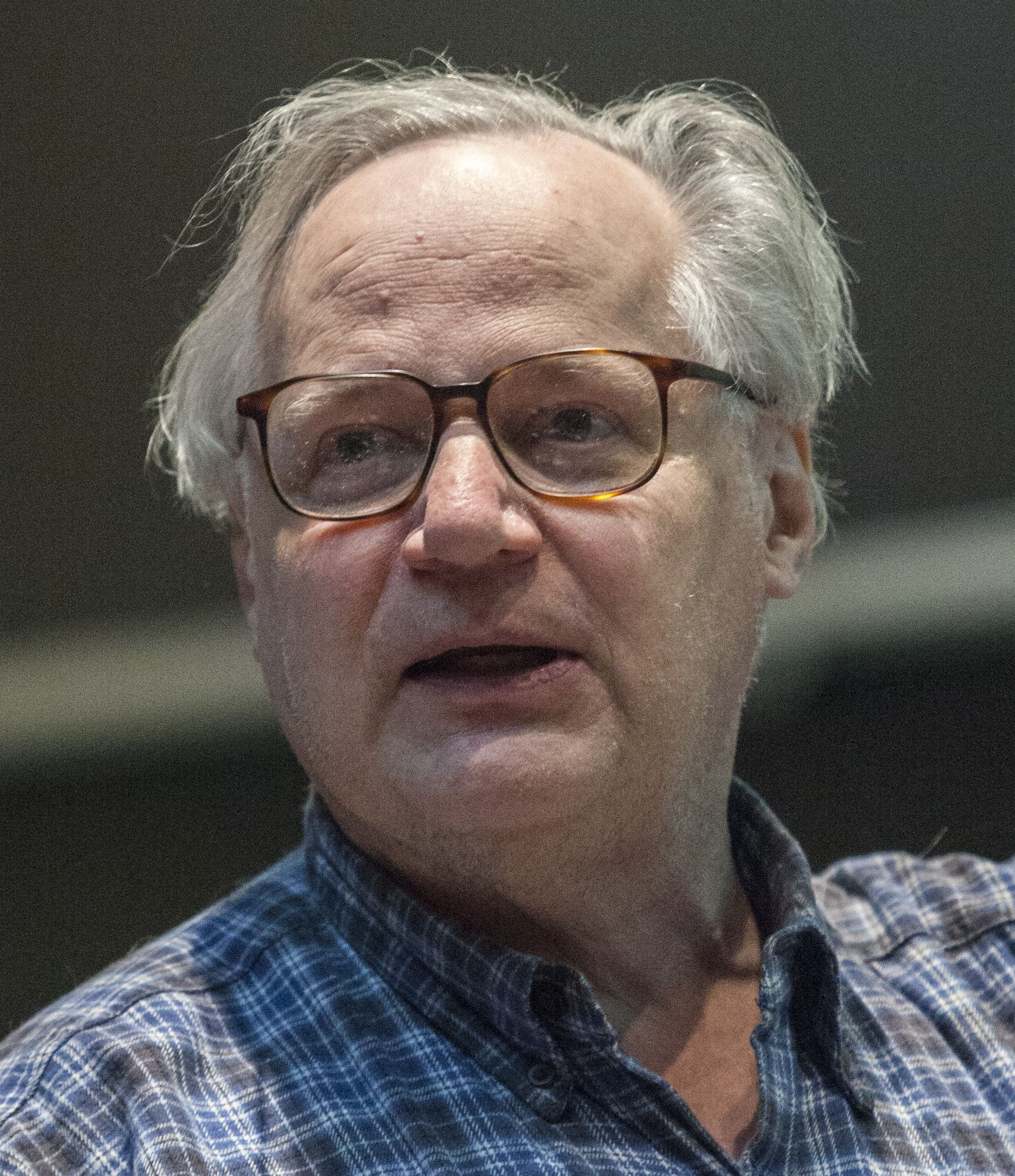
2009년 ㅁ소ㅡㅂ

리처드 그린블라트(Richard Greenblatt, 본명: 리처드 D. 그린블라트, Richard D. Greenblatt, 1944년 12월 25일 ~ )은 미국의 컴퓨터 프로그래머이다. 빌 고스퍼와 함께 그는 해커 커뮤니티를 창설한 것으로 간주될 수 있으며 프로그래밍 언어 리스프 및 MIT(매사추세츠 공과대학교) 인공지능 연구소 커뮤니티에서 뛰어난 위치를 차지하고 있다.